# Акчагильське море
Акчаги́льське мо́ре — морський басейн, що існував за акчагильського часу. 
Акчагильське море займало майже всю територію сучасного Каспію, Прикаспійської западини і поширилось далі на північ по долинах сучасасних річок Волги, Ками та їхніх приток.

## Риси
Фауна молюсків А. м. свідчить про значну солоність цього басейну. Досі не встановлено, звідки прийшла акчагильська трансгресія. Вважають, що А. м. мало зв'язок з відкритим морем на Півночі.